# 北海道道588号屈斜路津別線

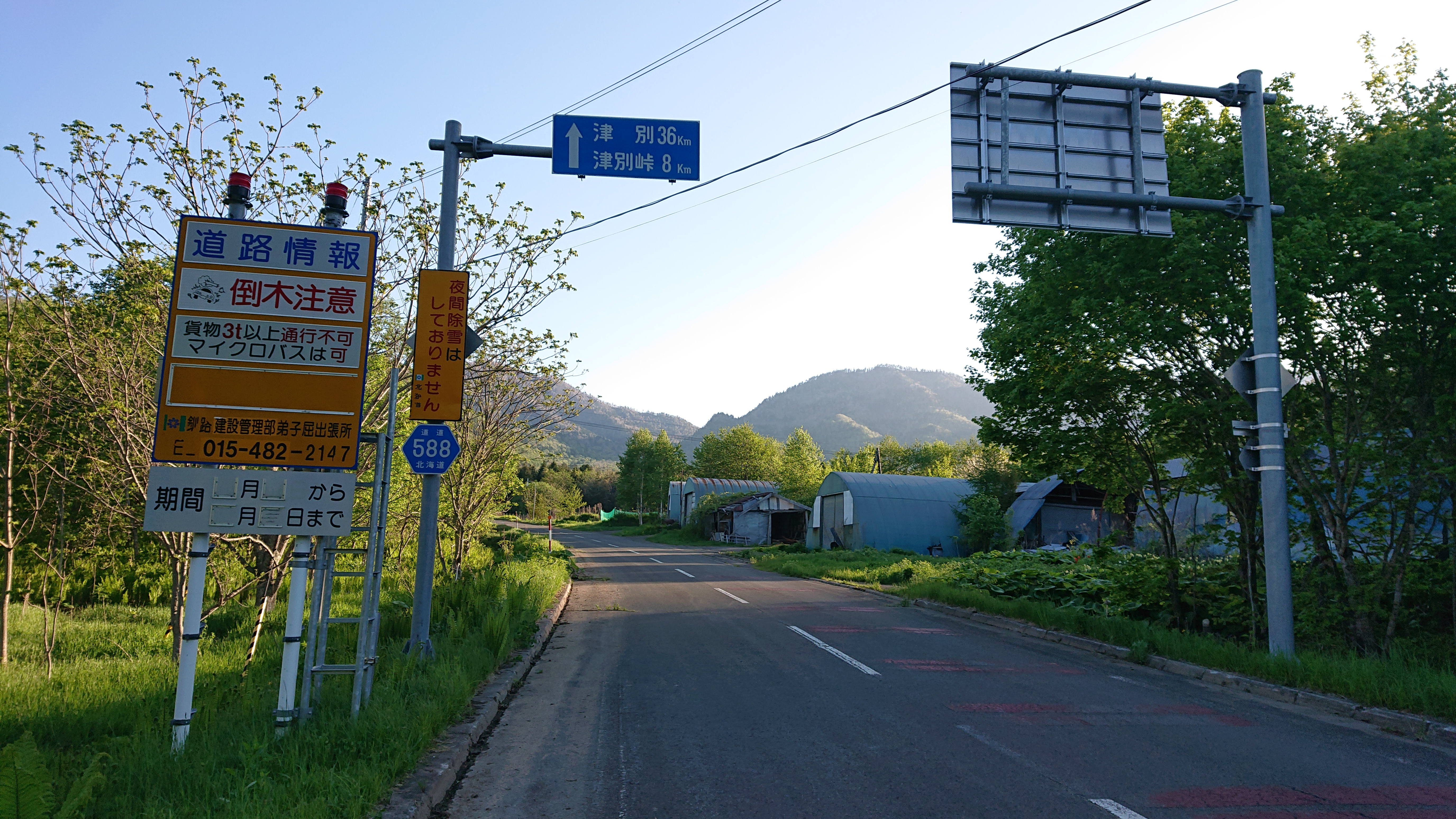
北海道道588号（弟子屈町屈斜路）

北海道道588号屈斜路津別線（ほっかいどうどう588ごう くっしゃろつべつせん）は、北海道川上郡弟子屈町と北海道網走郡津別町を結ぶ一般道道（北海道道）である。

## 概要
この道道は全区間舗装されているものの、津別町上里にあるホテル「ランプの宿 森つべつ」付近の交差点と弟子屈町屈斜路地区の間を結ぶ区間は、待避所が設けられるほど狭隘で、急坂やヘアピンカーブが多く、見通しも非常に悪いため、大型車は通行できない。さらに冬期間（概ね11月〜5月）は通行止めになる。

### 路線データ
- 起点：北海道川上郡弟子屈町屈斜路（国道243号交点）
- 終点：北海道網走郡津別町字双葉（国道240号・北海道道768号相生津別停車場線交点）
- 路線延長：36.0 km（総延長）

## 歴史
- 1967年（昭和42年）3月31日 路線認定[1]。
- 2016年（平成28年）8月18日未明、台風7号による大雨によって、津別峠東側で大規模な土砂崩れが発生。その規模は幅約80m、長さ約1kmにおよび、本路線が2ヶ所で寸断された[2]。このため、津別峠から弟子屈町ウランコシまでの7.6kmが長期にわたって通行止めとなった[3]。
- 2018年（平成30年）5月25日 1年9ヶ月ぶりに全線開通した[3]。

## 路線状況

### 主な峠
- 津別峠[4]

## 地理
途上に津別峠があり、釧路と網走を直結する。津別峠から北・津別町側は、津別川が並行する。

### 通過する自治体
- 釧路総合振興局
  - 川上郡弟子屈町
- オホーツク総合振興局
  - 網走郡津別町

### 交差する道路
弟子屈町
- 国道243号 - 屈斜路（起点）

津別町
- 恩根林道
- 上里林道 - 津別峠展望台アクセス道路
- 津別広域農道
- 北海道道768号相生津別停車場線 - 字双葉（終点）
- 国道240号 - 字双葉（終点）

### 沿線にある施設など
津別町
- 北海道立津別21世紀の森 - 共和
- 津別豊永簡易郵便局 - 豊永51-8
- 津別町立津別中学校 - 豊永6
- 津別町立津別小学校 - 幸町
- 津別町役場 - 幸町41